# Luis Colón de Toledo
Luis Colón de Toledo o Luis Colón y Toledo o Luis Colón y Álvarez de Toledo (Santo Domingo, 1522 - Orán, 1572) fue un noble español, hijo de Diego Colón y nieto de Cristóbal Colón que ostentó los títulos de II Duque de Veragua, II Marqués de la Jamaica III Gran almirante y Adelantado Mayor de las Indias y I Duque de la Vega de Santo Domingo y fue gobernador de la Capitanía General de Santo Domingo entre 1540 y 1543.

## Biografía

### Primeros años y carrera
Luis Colón nació en Santo Domingo en 1522, donde su padre, Diego Colón, ejercía la labor de virrey. Su madre fue María de Toledo o María Álvarez de Toledo y Rojas.
Durante su minoría de edad se produjo la transacción y el arbitraje que pusieron fin a los pleitos colombinos, y en 1537 recibió de la Corona española el título de I duque de Veragua y un señorío territorial de seiscientas veinticinco leguas cuadradas, compuesto por tierras de la antigua Veragua y Castilla del Oro. El primer duque heredó también una gran hacienda azucarera por parte paterna. Fue agraciado además con la dignidad hereditaria del marquesado de la Jamaica, en la Jamaica española, siendo el primero, y el señorío de esa isla.
Pasó su infancia y juventud en España, donde recibió su educación.
Entre 1542 y 1551 fue capitán general de La Española, gobierno que se vio afectado por la rebelión de esclavos que aconteció en 1545 y a la cual no pudo hacerle frente. 
Más tarde, Pedro de la Gasca lo reclamó para restaurar la autoridad de la Corona española en Perú, lugar en el que se estaban desarrollando varias guerras civiles. Así, Luis Colón envió un ejército a ese lugar para atender a sus reclamos. En recompensa a sus servicios, de la Gasca le pagó con quince mil pesos de oro. 
Durante el resto de su vida defendió sus intereses personales contra la realeza española. Así, aunque era heredero de los bienes de su tío Hernando Colón, no logró heredar su enorme biblioteca, pues ese la había donado a la catedral de Sevilla. Aunque pleiteó para conseguirla, no lo logró, debido al reconocimiento existente de la donación realizada por Hernando.
El duque organizó varias expediciones para establecer su autoridad en Veragua, pero todas fracasaron ante la resistencia indígena y lo inhóspito del paraje, y en una de ellas pereció su hermano Francisco Colón. 
Renunció al señorío territorial a cambio de una renta anual, aunque conservó los títulos de duque de Veragua y marqués de Jamaica, y el 16 de marzo de 1557 recibió además el título de duque de la Vega de la Isla de Santo Domingo, con carácter meramente honorífico. La renta del Ducado de Veragua se pagó a sus descendientes hasta 1898.
El territorio del Ducado de Veragua se convirtió en 1560 en la provincia de Veragua, sujeta a la jurisdicción de la Real Audiencia de Panamá.
Por otra parte, Luis Colón pretendió vender, en 1554, el primer diario de a bordo que había escrito su abuelo Cristóbal Colón, pero su negocio comercial fracasó y el manuscrito se perdió. Sí logró vender la Historia del Almirante Cristóbal Colón, escrita por su tío Hernando, a Baliano de Fornari, quien la publicó poco después en Venecia.

### Problemas familiares
Luis Colón se casó con María de Orozco en 1542. Sin embargo, el vínculo fue declarado nulo a través de una demanda, a pesar de la descendencia que produjo. 
En septiembre de 1546, se casó con María de Mosquera y Pasamonte, en la parroquia del Sagrario de la Catedral dominicana, teniendo con ella dos hijas. Este fue el único matrimonio de Luis considerado válido. 
En 1554 trató de casarse con Ana de Castro Osorio, hija de los condes de Lemos, a quien había conocido en Valladolid, alegando que no estaba casado, pues aún no se había establecido la nulidad de su matrimonio con María de Orozco, careciendo así de valor su matrimonio con María de Mosquera. Tras el rechazo de su petición en Roma, fue acusado de bigamia. El pleito matrimonial se alargó y tuvo una duración de muchos años. Luis Colón fue encarcelado primero en Arévalo y después en Medina del Campo y en Simancas. Fue en este municipio donde conoció al general y noble San Francisco de Borja, gracias al cual decidió reconocer a María de Mosquera como su única mujer. De todas formas, aún tenía los problemas ocasionados por los enlaces posteriores. 
En 1563 fue condenado a diez años de destierro en la ciudad norteafricana de Orán, plaza fuerte castellana en la actual Argelia. En esos momentos, él se hallaba en Madrid, por lo que decidió apelar ante el Consejo de Castilla y, tras sobornar a los carceleros de la Corte, donde se encontraba preso, logró escaparse. 
Tras esto, se casó por cuarta vez el 9 de septiembre, uniéndose en matrimonio con Ana de Castro, con quien tuvo prematuramente una niña, que murió pocos meses después. 
Luis Colón fue encarcelado nuevamente y comenzó a establecer una relación amorosa con Luisa de Carvajal, quien también quedó embarazada, por lo cual, tras tener a su hijo, Luis Colón, el 26 de mayo de 1565, tuvo que casarse con ella, aunque clandestinamente. 
Luis Colón fue finalmente desterrado en Orán en 1567, donde murió cinco años después, siendo enterrado en el convento de San Francisco de dicha ciudad. Posteriormente, en fecha que se desconoce, sus restos fueron trasladados a la isla Española, al panteón de los Colón en la catedral de Santo Domingo.
| \| \| \| \| \| \| \| \| \| \| \| \| \| \| \| \| \| \| \| \| 4. Cristóbal Colón, I almirante de las Indias \| \| \| \| \| \| \| \| \| \| \| \| \| \| \| \| \| \| \| \| \| \| \| \| \| \| \| \| \| \| \| \| \| \| \| \| \| \| \| \| \| \| \| \| \| \| \| \| \| \| \| \| \| \| 2. Diego Colón, II almirante de las Indias \| \| \| \| \| \| \| \| \| \| \| \| \| \| \| \| \| \| \| \| \| \| \| \| \| \| \| \| \| \| \| \| \| \| \| \| \| \| \| \| \| \| \| \| \| \| \| \| \| \| \| \| \| \| 5. Felipa Moñiz de Perestrello \| \| \| \| \| \| \| \| \| \| \| \| \| \| \| \| \| \| \| \| \| \| \| \| \| \| \| \| \| \| \| \| \| \| \| \| \| \| \| \| \| \| \| \| \| \| \| \| \| \| \| \| \| \| 1. Luis Colón de Toledo, I duque de Veragua \| \| \| \| \| \| \| \| \| \| \| \| \| \| \| \| \| \| \| \| \| \| \| \| \| \| \| \| \| \| \| \| \| \| \| \| \| \| \| \| \| \| \| \| \| \| \| \| \| \| \| \| \| \| 6. Fernando Álvarez de Toledo y Enríquez, I señor de las Villorias \| \| \| \| \| \| \| \| \| \| \| \| \| \| \| \| \| \| \| \| \| \| \| \| \| \| \| \| \| \| \| \| \| \| \| \| \| \| \| \| \| \| \| \| \| \| \| \| \| \| \| \| \| \| 3. María de Toledo \| \| \| \| \| \| \| \| \| \| \| \| \| \| \| \| \| \| \| \| \| \| \| \| \| \| \| \| \| \| \| \| \| \| \| \| \| \| \| \| \| \| \| \| \| \| \| \| \| \| \| \| \| \| 7. María de Roxas y Pereyra \| \| \| \| \| \| \| \| \| \| \| \| \| \| \| \| \| \| \| \| \| \| \| \| \| \| \| \| \| \| \| \| \| \| \| \| \| \| \| \| \| \| \| \| \| \| \| \| \| \| \| \| |                                                                    |  |  |  |  |  |  |  |  |  |  |  |  |  |  |  |
| |                                                                    |  |  |  |  |  |  |  |  |  |  |  |  |  |  |  |
| | 4. Cristóbal Colón, I almirante de las Indias                      |  |  |  |  |  |  |  |  |  |  |  |  |  |  |  |
| |                                                                    |  |  |  |  |  |  |  |  |  |  |  |  |  |  |  |
| |                                                                    |  |  |  |  |  |  |  |  |  |  |  |  |  |  |  |
| | 2. Diego Colón, II almirante de las Indias                         |  |  |  |  |  |  |  |  |  |  |  |  |  |  |  |
| |                                                                    |  |  |  |  |  |  |  |  |  |  |  |  |  |  |  |
| |                                                                    |  |  |  |  |  |  |  |  |  |  |  |  |  |  |  |
| | 5. Felipa Moñiz de Perestrello                                     |  |  |  |  |  |  |  |  |  |  |  |  |  |  |  |
| |                                                                    |  |  |  |  |  |  |  |  |  |  |  |  |  |  |  |
| |                                                                    |  |  |  |  |  |  |  |  |  |  |  |  |  |  |  |
| | 1. Luis Colón de Toledo, I duque de Veragua                        |  |  |  |  |  |  |  |  |  |  |  |  |  |  |  |
| |                                                                    |  |  |  |  |  |  |  |  |  |  |  |  |  |  |  |
| |                                                                    |  |  |  |  |  |  |  |  |  |  |  |  |  |  |  |
| | 6. Fernando Álvarez de Toledo y Enríquez, I señor de las Villorias |  |  |  |  |  |  |  |  |  |  |  |  |  |  |  |
| |                                                                    |  |  |  |  |  |  |  |  |  |  |  |  |  |  |  |
| |                                                                    |  |  |  |  |  |  |  |  |  |  |  |  |  |  |  |
| | 3. María de Toledo                                                 |  |  |  |  |  |  |  |  |  |  |  |  |  |  |  |
| |                                                                    |  |  |  |  |  |  |  |  |  |  |  |  |  |  |  |
| |                                                                    |  |  |  |  |  |  |  |  |  |  |  |  |  |  |  |
| | 7. María de Roxas y Pereyra                                        |  |  |  |  |  |  |  |  |  |  |  |  |  |  |  |
| |                                                                    |  |  |  |  |  |  |  |  |  |  |  |  |  |  |  |
| |                                                                    |  |  |  |  |  |  |  |  |  |  |  |  |  |  |  |